# Salle Wilfrid-Pelletier
Pour les articles homonymes, voir Pelletier.
Résidence

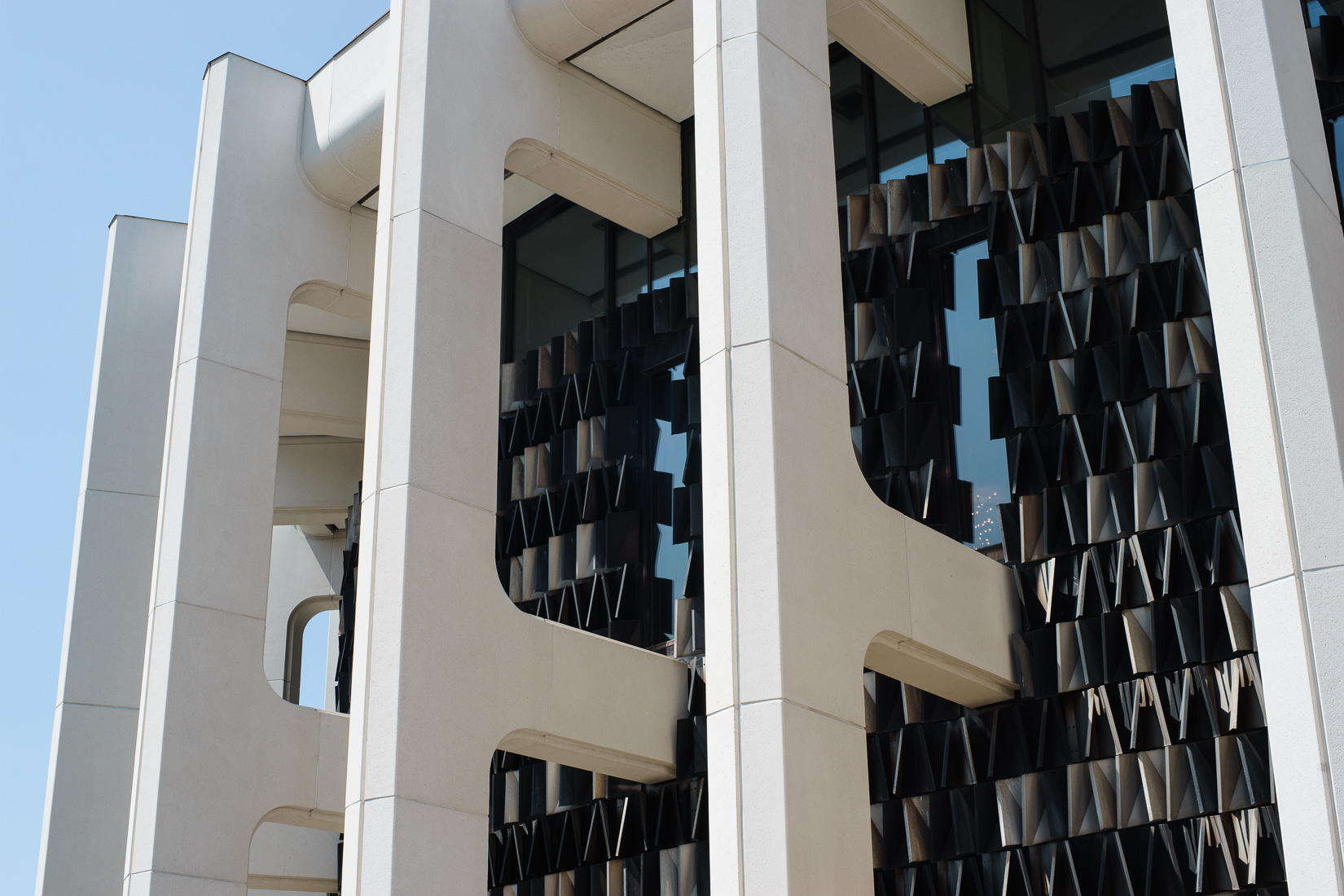
Salle Wilfrid-Pelletier, détails architecturaux.

La Salle Wilfrid-Pelletier, avec ses 2 996 sièges, est la plus grande des six salles de spectacle qui se trouvent dans le complexe de la Place des Arts de Montréal (Québec) située au cœur du Quartier des spectacles.
Elle est la plus grande salle de spectacle de type théâtre à l'italienne au Québec et possède la plus grande scène multifonctionnelle au Canada. Sa scène est également dotée des équipements techniques les plus perfectionnés.
Elle se prête notamment à l’opéra, aux spectacles de danse, jazz, rock ou populaires, aux comédies musicales, à l’humour, aux ciné-concerts. Elle peut également être louée pour des événements privés tels que des collations de grades ou des spectacles-bénéfices.

## Histoire
Construite en 1963, elle a d’abord été appelée la Grande Salle avant d’être renommée Salle Wilfrid-Pelletier en hommage au chef d'orchestre Wilfrid Pelletier.
Actuellement, la salle de spectacle accueille les grandes productions de deux compagnies résidentes de la Place des Arts, soit les Grands Ballets Canadiens et l’Opéra de Montréal, en plus une foule de producteurs indépendants et plusieurs festivals tels que les Francos de Montréal, le Festival International de Jazz de Montréal et le Juste pour Rire.

## Artistes reçus
- Aretha Franklin[3]
- Ray Charles
- Prince
- Stevie Wonder
- Bob Dylan[4]
- Leonard Cohen
- Robert Plant
- Céline Dion
- Johnny Hallyday
- Maria Callas[4]
- Radiohead[5]
- Tony Bennett
- Tom Jones (chanteur)
- Herbie Hancock
- Marlene Dietrich
- Diana Ross
- Dionne Warwick
- Liza Minnelli
- Harry Belafonte
- Dalida
- Charles Aznavour[6]
- Juliette Gréco
- Barbara
- Serge Reggiani
- Luciano Pavarotti[4]
- Miles Davis[4]
- Carlos Santana
- B. B. King
- Kenny Rogers
- Cesária Évora
- Ella Fitzgerald[4]
- Mireille Mathieu
- Nina Simone[3]
- Chœurs de l'Armée rouge[4]
- Michel Fugain
- Zaz
- MC Solar
- Francis Cabrel
- Nancy Ajram
- Boudchart
- Alain Souchon
- Kadhem Saher
- Youssou N'Dour
- Serge Lama
- Léo Ferré
- Jacques Brel
- Enrico Macias
- Liberace